# El Santo
Rodolfo Guzmán Huerta (Tulancingo, 23 de setembro de 1917 — Cidade do México, 5 de fevereiro de 1984) foi um lutador de luta livre (wrestling), ator e herói folclórico mexicano. Mais conhecido nos ringues por El Santo e El Enmascarado de la Plata, Huerta foi, juntamente com Blue Demon e Mil Máscaras, um dos mais famosos entre todos os lutadores de wrestling.
Referido por muitos como "o maior desportista mexicano de sempre", El Santo lutou durante quase cinco décadas e foi ator por um bom tempo, sendo um herói do folclore do México. A sua popularidade é comparada com a de Rikidōzan no Japão. Em 1969 teve seu embate definitivo com seu maior rival, El Diablo, onde saiu vitorioso. O filho de Guzmán também se tornou lutador de wrestling com o nome de El Hijo del Santo, ou o  'Filho de Santo'.
Ele estrelou em filmes e se tornou personagem de revistas em quadrinhos. Conta-se que El Santo nunca removia sua máscara, mesmo em casa.

## Morte
Ele somente revelou sua identidade em 1984, no programa de televisão mexicana chamado Contrapunto. Morreu em 1984 devido a um infarto do miocárdio e foi sepultado no Cemitério  Masuesuel del angel  com a sua icônica máscara prateada. Uma estátua em sua homenagem foi erguida em Tulancingo, sua cidade-natal.

### Homenagem
Em 23 de setembro de 2016, no dia em que se comemoraria seu 99º aniversário, El Santo foi homenageado com um Google Doodle.